# Cinémathèque de Bretagne
La Cinémathèque de Bretagne (en breton : Gwarez filmoù) est une association loi de 1901 créée en 1986 à Ploërmel par Mathilde Valverde et André Colleu. Depuis 1995, son siège se situe à Brest. Elle a pour missions la collecte, la préservation, la conservation et la valorisation patrimoine audiovisuel et cinématographique de la Bretagne historique, des Bretons et des Bretonnes. Pionnière dans la collecte d’image amateur, la Cinémathèque de Bretagne est devenue l’un des fonds régionaux les plus importants en France. Cette démarche originale a contribué à la reconnaissance de l’image amateur en tant qu’archive, élément à part entière de la mémoire collective.

## Présentation
Quelques chiffres en 2022 :
- Plus de 30 000 supports de films inventoriés et conservés : pellicules (formats super 8, 8 mm, 9,5 mm, 16 mm, 17,5 mm et plus rarement 35 mm), vidéos (1 pouce, 1/2 pouce, U'matic, BVU, Bétacam et Bétacam SP, VHS, SVHS, 8mm, HI 8mm, DV Cam), bandes sonores (comme les bandes lisses 6,25, ou perforées de tous formats, associées au film ou pas).
- Près de 1 800 appareils de cinéma : caméras, projecteurs, colleuses, visionneuses, tables de montage ainsi que toute documentation en lien avec les collections
- Près de 2 000 déposant·es
- Près de 8 000 films accessibles gratuitement en ligne sur le site internet de la Cinémathèque de Bretagne
Le plus ancien film disponible date de 1910.
Elle publie une lettre d’information le Fil à Fil ainsi qu'une lettre électronique "Entrefil".

## Partenaires financiers
La Cinémathèque de Bretagne est soutenue par :
- la Ville de Brest
- le Conseil départemental du Finistère
- la Région Bretagne
- Le Conseil départemental de Loire-Atlantique
- Rennes Métropole
- le CNC

Toutes les productions soutenues par la région Bretagne, via le fonds d’aide à la création cinématographique et audiovisuelle (FACCA et FALB) sont automatiquement déposées à la Cinémathèque de Bretagne (système proche du dépôt légal).
En 2021, la Cinémathèque de Bretagne a bénéficié du soutien du Fonds européen de développement régional (FEDER) pour l'acquisition d'un scanner pour la numérisation des collections argentiques.

## Publications
Jean-Pierre Berthomé, Gaël Naizet, Bretagne et Cinéma, Cinémathèque de Bretagne/éditions Apogée, Octobre 1995, 216 p.
Cet ouvrage - publié à l'occasion du centenaire de l'invention du cinématographe - donne un catalogue des 220 films tournées en Bretagne depuis 1896 (pêcheurs dans le port de Concarneau) et jusqu'à 1995, ainsi que des films inachevés ou non distribués, et des films non tournés en Bretagne, alors que l'histoire s'y déroule.